# 春宵苦短，少女前進吧！
《春宵苦短，少女前進吧！》（日语：夜は短し歩けよ乙女）是森見登美彥撰寫的小說，2006年11月由角川書店出版。故事描述「學長」迷戀的「黑髮少女」，每天為了吸引她的目光而費盡心思。但在他們的周遭，還有著各式各樣風格奇特的角色們，圍繞在主角、少女、以及荒誕角色間的故事就此展開。
2008年由琴音蘭丸（琴音らんまる）改編成漫畫全5冊。2016宣布改編動畫電影， 2017年4月7日在日本上映。導演預定將交由湯淺政明、劇本由上田誠、角色原案與原作封面相同為中村佑介

## 榮譽
獲得第20屆山本周五郎獎。第137屆直木賞候補、2007年本屋大賞第2位。2017年2月累計銷售量達到130萬冊。

## 登場人物
※ 各登場人物配音演員均為在電影動畫版擔任的聲優。
學長（我）
配音：星野源
就讀京都某國立大學，偏執又有妄想症的學生。暗戀著「黑髮少女」，但常常預先設想好的行動都沒帶來好的結果。
黑髮少女
配音：花澤香菜
憧憬迷人的大人世界，好奇心旺盛到敢造訪夜晚的木屋町（此地因有風化場所而治安不好），是完全沒注意到「學長」的思慕，照著自己步調行進的天真角色。
羽貫小姐
配音：甲斐田裕子
雖是個美女卻也是個酒鬼，職業是牙科護士，擅長混入宴會裡喝免費酒。在《四疊半神话大系》中也出现过。
樋口先生
配音：中井和哉
精通只要腳搆不到地就能浮在空中的「樋口式飛行術」，渾身充滿謎團的年輕人。在《四疊半神话大系》中也出现过。
李白先生
配音：麥人
先斗町邊界赫赫有名的超級有錢人，也是個放高利贷神祕的老人，總是靠搭乘蓋成三層樓的自家用電車移動。
東堂先生
配音：山路和弘
「冬堂錦鯉中心」的經營者，一再遇到倒楣事，後來鯉魚還被龍捲風給帶走。
北大路
「學長」為數不多的朋友，裝做解決「學長」戀愛上的困擾，但有時很明顯的是在玩弄他。
舊書市集之神
擁有所有書本的知識，會拿走輕蔑神明的收藏家所保存的書籍。
內褲大頭目
是個向吉田神社許下「願望實現之前，絕不會脫下內褲！！」自尊心很高的男人！
須田紀子
在學園祭中擺攤展示「大象屁股」，是個舉止穩重又大方的女性。

## 章節標題
- 第一章：春宵苦短，少女前進吧！（夜は短し歩けよ乙女）（《野性時代》2005年9月號刊載）
- 第二章：深海魚們（深海魚たち）（同誌2006年3月號刊載）
- 第三章：方便主義者如是說（御都合主義者かく語りき）（同誌2006年10月號刊載）
- 第四章：魔感冒戀愛感冒（魔風邪戀風邪）（同誌2006年11月號刊載）

## 出版書籍
單行本（四六判 上製本）
- 2006年11月29日發售、ISBN 978-4-04-873744-9

角川文庫
| 冊數 | 角川書店       | 角川書店               | 麥田出版社   | 麥田出版社             |
| 冊數 | 發售日期       | ISBN                   | 發售日期     | ISBN                   |
| ---- | -------------- | ---------------------- | ------------ | ---------------------- |
| 全   | 2008年12月25日 | ISBN 978-4-04-387802-4 | 2009年9月3日 | ISBN 978-986-173-549-8 |

角川翼文庫（插圖：booota）
- 2017年4月5日發售、ISBN 978-4-04-631704-9

## 漫畫

### 各話標題
下列標題標示成粗體字的為原創劇情。
- 第一卷

第1章：春宵苦短，少女前進吧！（上篇）（夜は短し歩けよ乙女（前編））
第2章：春宵苦短，少女前進吧！（下篇）（夜は短し歩けよ乙女（後編））
第3章：敢占卜才叫做有勇氣（占いをせざるは勇なりけり）
第4章：老夫日三乞雨降（われ日に三たび雨を乞う）
- 第二卷

第5章：深海魚們（深海魚たち）
第6章：暗中藏筆的話，教人無法接受（暗中にペン隠せば受用なし）
第7章：處理肉時不得用心（肉を処するに心あるべからず）
第8章：懷疑到極點會成就福氣（疑い極まりて福を成す）
- 第三卷

第9章：祭典可載人，亦可覆人（上篇）（祭は人を載せ、また覆す（前編））
第10章：祭典可載人，亦可覆人（下篇）（祭は人を載せ、また覆す（後編））
第11章：上善若酒（上善は酒のごとし）
第12章：大頭目坦蕩蕩（総番は坦として蕩々たり）
第13章：方便主義者如是說（上篇）（御都合主義かく語りき（前編））
- 第四卷

第14章：方便主義者如是說（中篇）（御都合主義かく語りき（中編））
第15章：方便主義者如是說（下篇）（御都合主義かく語りき（後編））
第16章：方便主義者如是說（完結篇）（御都合主義かく語りき（完結編））
第17章：無法隨心所欲乃趣味之常（儘にならぬが趣味の常）
- 第五卷

第18章：煩惱將來無益（後を悔ゆるは益なりけり）
第19章：魔感冒戀愛感冒（上篇）（魔風邪恋風邪（前編））
第20章：魔感冒戀愛感冒（下篇）（魔風邪恋風邪（後編））
第21章：苟日新，又日新（日に新たに、また日々に新たなり）
在每卷單行本中最後面都有一則後記。

### 出版書籍
單行本
- 琴音らんまる(漫画)・森見登美彦（原作）角川書店〈角川Comics Ace〉全5卷

| 冊數 | 角川書店      | 角川書店               | 台灣角川       | 台灣角川               |
| 冊數 | 發售日期      | ISBN                   | 發售日期       | ISBN                   |
| ---- | ------------- | ---------------------- | -------------- | ---------------------- |
| 1    | 2008年3月22日 | ISBN 978-4-04-715029-4 | 2009年10月17日 | ISBN 978-986-237-343-9 |
| 2    | 2008年6月24日 | ISBN 978-4-04-715074-4 | 2010年2月24日  | ISBN 978-986-237-537-2 |
| 3    | 2008年9月24日 | ISBN 978-4-04-715123-9 | 2010年4月3日   | ISBN 978-986-237-632-4 |
| 4    | 2009年1月22日 | ISBN 978-4-04-715173-4 | 2010年5月13日  | ISBN 978-986-237-678-2 |
| 5    | 2009年2月24日 | ISBN 978-4-04-715175-8 | 2010年8月21日  | ISBN 978-986-237-809-0 |

新裝版
- 琴音らんまる(漫画)、森見登美彦（原作）KADOKAWA〈MF Comics Alive Series〉全3卷

| 冊數 | KADOKAWA      | KADOKAWA               |
| 冊數 | 發售日期      | ISBN                   |
| ---- | ------------- | ---------------------- |
| 上   | 2017年3月23日 | ISBN 978-4-04-069199-2 |
| 中   | 2017年3月23日 | ISBN 978-4-04-069200-5 |
| 下   | 2017年3月23日 | ISBN 978-4-04-069201-2 |

## 動畫電影
改編動畫電影於2017年4月7日在日本上映。

### 聲音演出
- 先輩 - 星野源[5]
- 黒髪の乙女 - 花澤香菜[6]
- 学園祭事務局長 - 神谷浩史[6]
- パンツ総番長 - 秋山竜次（ロバート）[6]
- 樋口師匠 - 中井和哉[注 1][6]
- 羽貫さん - 甲斐田裕子[6]
- 古本市の神様 - 吉野裕行[6]
- 紀子さん - 新妻聖子[6]
- ニセ城ヶ崎 - 諏訪部順一[6]
- プリンセスダルマ - 悠木碧[6]
- ジョニー - 檜山修之[6]
- 東堂さん - 山路和弘[6]
- 李白 - 麦人[6]

### 製作團隊
- 原作 - 森見登美彦（角川文庫刊）
- 監督 - 湯浅政明
- 腳本 - 上田誠（ヨーロッパ企画）
- 人物原案 - 中村佑介
- 人物設計、總作畫監督 - 伊東伸高
- 分鏡 - 湯浅政明、夏目真悟、大平晋也、EunYoung Choi
- 演出 - 湯浅政明、許平康
- 作畫監督 - 濱田高行、霜山朋久、伊東伸高
- FLASH動畫 - アベル・ゴンゴラ、ホアンマヌエル・ラグナ
- 色彩設計 - ルシル・ブリアン
- 美術監督 - 上原伸一、大野広司
- 攝影監督 - バテイスト・ペロン
- 編輯 - 齋藤朱里
- 音樂 - 大島滿
- 音響監督 - 木村繪理子
- 主題歌 - ASIAN KUNG-FU GENERATION「荒野を歩け」
- 主要製作人 - 山本幸治
- 製作人 - 尾崎紀子、伊藤隼之介
- 執行製作人 - Choi Eunyoung
- 動畫製作 - SCIENCE SARU
- 製作 - ナカメの会（富士電視台、東寶、SCIENCE SARU、KADOKAWA、BS富士）
- 發佈 - 東寶映像事業部

### 相關書籍
夜は短し歩けよ乙女 オフィシャルガイド
公式ガイドブック。2017年4月8日發售、KADOKAWA發行。ISBN 978-4-04-105752-0
夜は短し歩けよ乙女 Walker
公式ムック本。2017年4月7日發售、KADOKAWA發行。ISBN 978-4-04-895984-1

### 出處
1. ↑  .   [2016-12-15]. （原始内容存档于2018-12-02）.
2. 1 2 3 4  . アニメイトタイムズ. 2016-12-15  [2016-12-15]. （原始内容存档于2019-11-29）.
3. ↑  . 直木賞のすべて.   [2016-12-19]. （原始内容存档于2020-11-07）.
4. ↑  『キネマ旬報』2018年3月下旬 映画業界決算特別号 p.32
5. 1 2  . 映画ナタリー. 2016-12-15  [2016-12-15]. （原始内容存档于2021-02-15）.
6. 1 2 3 4 5 6 7 8 9 10 11 12  . MANTANWEB（まんたんウェブ）. 2017-01-26  [2017-01-26]. （原始内容存档于2017-02-02）.
7. ↑  アニメ映画「夜は短し歩けよ乙女」の予告編が解禁　星野源の演技や「アジカン」による主題歌も初披露 （页面存档备份，存于）,ねとらぼ,2017年2月25日